# Filip Malbašić
Filip Malbašić (cyr. Филип Малбашић; ur. 18 listopada 1992 w Belgradzie) – serbski piłkarz występujący na pozycji pomocnika w FK Vojvodina Nowy Sad.

## Kariera
Jest wychowankiem klubu Radnički Belgrad. W 2010 roku został piłkarzem Radu Belgrad. W rozgrywkach Super liga Srbije zadebiutował 14 listopada 2010 roku w meczu z Crveną zvezdą (0:1). W lecie 2012 roku odszedł do niemieckiego TSG 1899 Hoffenheim. Był z niego wypożyczany do Partizana Belgrad i Lechii Gdańsk. W 2016 przeszedł do Vojvodiny Nowy Sad.